# Біг-Тімбер (Монтана)
Біг-Тімбер (англ. Big Timber) — місто (англ. city) в США, окружний центр округу Світ-Грасс штату Монтана. Населення — 1650 осіб (2020).
Розташоване за 49 км від міста Лівінгстон і за 26 км від Національного лісового заказника Галлатін (англ. Gallatin).
У місті є дворічний коледж.

## Географія
Біг-Тімбер розташований за координатами 45°50′4″ пн. ш. 109°56′53″ зх. д. / 45.83444° пн. ш. 109.94806° зх. д. (45.834528, -109.948086). За даними Бюро перепису населення США в 2010 році місто мало площу 2,46 км², з яких 2,38 км² — суходіл та 0,08 км² — водойми.

### Клімат
| Клімат : Біг-Тімбер     | Клімат : Біг-Тімбер | Клімат : Біг-Тімбер | Клімат : Біг-Тімбер | Клімат : Біг-Тімбер | Клімат : Біг-Тімбер | Клімат : Біг-Тімбер | Клімат : Біг-Тімбер | Клімат : Біг-Тімбер | Клімат : Біг-Тімбер | Клімат : Біг-Тімбер | Клімат : Біг-Тімбер | Клімат : Біг-Тімбер | Клімат : Біг-Тімбер |
| Показник                | Січ.                | Лют.                | Бер.                | Квіт.               | Трав.               | Черв.               | Лип.                | Серп.               | Вер.                | Жовт.               | Лист.               | Груд.               | Рік                 |
| Абсолютний максимум, °C | 25,6                | 22,2                | 26,7                | 31,7                | 36,1                | 41,1                | 43,3                | 41,7                | 37,8                | 31,1                | 25,6                | 26,7                | 43,3                |
| Середній максимум, °C   | 1,6                 | 4,7                 | 8,7                 | 13,4                | 19,2                | 25,0                | 29,3                | 29,2                | 22,4                | 15,4                | 6,6                 | 2,2                 | 14,8                |
| Середній мінімум, °C    | −10,4               | −8,1                | −5,1                | −0,8                | 4,1                 | 8,6                 | 11,2                | 10,4                | 5,0                 | −0,1                | −5                  | −8,9                | 0,1                 |
| Абсолютний мінімум, °C  | −37,8               | −43,9               | −34,4               | −23,3               | −12,2               | −3,3                | −1,1                | −2,2                | −11,1               | −25,6               | −33,9               | −38,9               | −43,9               |
| Норма опадів, мм        | 17                  | 13                  | 24                  | 45                  | 71                  | 66                  | 39                  | 32                  | 33                  | 35                  | 18                  | 18                  | 411                 |
| Днів з опадами          | 5,6                 | 4,7                 | 6,6                 | 9,2                 | 11,8                | 11,6                | 8,0                 | 7,2                 | 7,0                 | 6,7                 | 5,5                 | 5,2                 | 89,1                |
| Днів зі снігом          | 1,6                 | 2,0                 | 1,5                 | 0,6                 | 0,0                 | 0,0                 | 0,0                 | 0,0                 | 0,1                 | 0,5                 | 1,7                 | 2,2                 | 10,2                |
| ----------------------- | ------------------- | ------------------- | ------------------- | ------------------- | ------------------- | ------------------- | ------------------- | ------------------- | ------------------- | ------------------- | ------------------- | ------------------- | ------------------- |
| Джерело: NOAA           |                     |                     |                     |                     |                     |                     |                     |                     |                     |                     |                     |                     |                     |

## Демографія
Згідно з переписом 2010 року, у місті мешкала 1641 особа в 751 домогосподарстві у складі 429 родин. Густота населення становила 666 осіб/км². Було 933 помешкання (379/км²).
Расовий склад населення:
| - 95,9 % — білих - 0,7 % — азіатів - 0,5 % — корінних американців - 0,1 % — вихідців з тихоокеанських островів - 0,1 % — чорних або афроамериканців |

До двох чи більше рас належало 2,3 %. Частка іспаномовних становила 1,8 % від усіх жителів.
За віковим діапазоном населення розподілялося таким чином: 23,1 % — особи молодші 18 років, 51,7 % — особи у віці 18—64 років, 25,2 % — особи у віці 65 років та старші. Медіана віку мешканця становила 45,5 року. На 100 осіб жіночої статі у місті припадало 94,2 чоловіків; на 100 жінок у віці від 18 років та старших — 87,8 чоловіків також старших 18 років.
Середній дохід на одне домашнє господарство становив 54 675 доларів США (медіана — 42 222), а середній дохід на одну сім'ю — 69 875 доларів (медіана — 63 021). За межею бідності перебувало 13,6 % осіб, у тому числі 18,3 % дітей у віці до 18 років та 15,4 % осіб у віці 65 років та старших.
Цивільне працевлаштоване населення становило 693 особи. Основні галузі зайнятості: освіта, охорона здоров'я та соціальна допомога — 23,8 %, роздрібна торгівля — 11,5 %, сільське господарство, лісництво, риболовля — 11,4 %.

## Відомі уродженці
- Джуді Мартц — політик США, перша жінка — губернатор штату Монтана.